# Hands up (genere musicale)
L'hands up (detto anche Handz Up! o Dancecore), è uno stile musicale dance nato in Germania intorno al 2003, che fonde i generi musicali eurotrance e italodance, traendo spunti da sound ancora più "hard" come ad esempio l'Hardstyle.

## Caratteristiche
Tra le caratteristiche della musica hands up vi sono: la parte vocale spesso presente, gli assoli di sintetizzatore generalmente molto acuti ed eseguiti con accordi invece che come note singole creando così melodie molto avvolgenti come nel caso della trance e l'hardstyle, il tipo di colpo di cassa potente più una parte di basso e la velocità che richiamano l'hard trance, l'happy hardcore e l'italodance, infine l'inserimento frequente di strumenti musicali, soprattutto del pianoforte.
I brani hands up hanno metrica 4/4 e BPM tra 138 e 145. Quasi sempre, sono caratterizzati dalla presenza di parti di basso sintetizzato in levare che risultano "calanti" in frequenza e/o in tono a ogni colpo grazie a curve di inviluppo discendenti.
Le produzioni hands up sono realizzate totalmente al computer, con l'ausilio di sintetizzatori analogici o digitali e della voce umana campionata e rielaborata. Sono frequentissime le cover di pezzi già noti, di altri artisti, anche di genere del tutto diverso.
Generalmente questo stile é confuso o comunque assimilabile alla jumpstyle, con la quale condivide lo stile di ballo.
Il genere ultimamente sta subendo diversi cambiamenti musicali, essa si sta avvicinando sempre più al sound hardstyle tra cui ne deriva una parte di basso in molti brani, rispetto al 2003 il quale venivano registrati in una velocità di 145 ai 150 bpm rispetto alla vecchia Italo dance.

## Diffusione e principali artisti
L'hands up è diffuso prevalentemente in Germania e in Europa centrale. Decisamente poco noto (quasi sconosciuto) in Italia a causa della grande popolarità di generi più commerciali, come la Progressive house o l'Electro house. Alcune volte queste due tendenze posso unirsi.
Interpreti dell'hands up degni di nota sono gli Italobrothers, Scooter, Rob Mayth, Cascada, Basshunter, Groove Coverage, DJ Manian (produttore del progetto Cascada), Special D, Master Blaster, e Maurizio Braccagni alias Ma.Bra. La diffusione dell'hands up viene incitata soprattutto da Technobase.fm e "Rautemusik.CLUB",due tra le radio dance online più famose in Germania, supportate da numerosi fan.

## Compilation
Varie compilation contengono musica di questo genere. Una è Future Trance, giunta alla sua pubblicazione numero 70 nel novembre del 2014. La compilation esce in 3 CD per un numero di circa 60 tracce, quattro volte l'anno. Anche Quake Trance, giunta al volume 23 nel novembre 2012, e pubblicata in Giappone. In Germania è invece molto diffusa Welcome To The Club, che presenta due CD contenenti circa 40 tracce hands up che nel giugno 2014 ha raggiunto la sua pubblicazione numero 31, sotto l'etichetta discografica Klubbstyle Records.